# معركة مضيق الدنمارك
معركة مضيق الدنمارك هي معركة بحرية بين البحرية الألمانية (كريغسمرين) والقوات البحرية الملكية البريطانية في مضيق الدنمارك خلال الحرب العالمية الثانية، جرت في 24 مايو 1941. شهدت المعركة نصرا مؤزرا ولو أنه لم يدم طويلا ل البارجة الألمانية بسمارك ، التي أغرقت أكبر طراد بريطاني «HMS Hood» أتش أم أس هود، واضطرت برنس أوف ويلز (53) «HMS Prince of Wales» للانسحاب التي دخلت الخدمة منذ فترة وجيزة.